# ユルゲン・シュルト

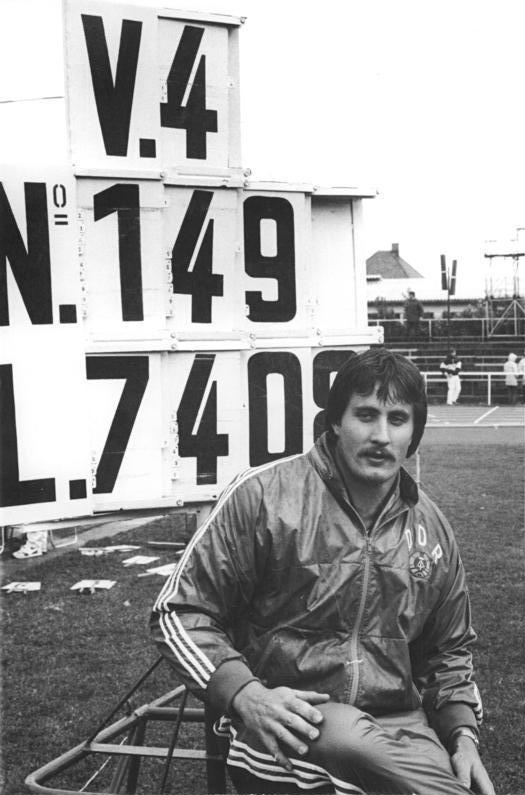
世界記録を樹立したシュルト（1986年6月6日）

ユルゲン・シュルト（Jürgen Schult, 1960年5月11日 - ）は、ドイツの男子陸上競技選手である。ニーダーザクセン州アムトノイハウス出身。東ドイツ代表として臨んだ1988年ソウルオリンピックでは円盤投で金メダルを獲得した。
シュルトは1986年に円盤投で74m08の世界新記録を樹立した。この記録は38年に渡って破られず、男子の陸上競技公式種目としては最古の記録であったが、2024年にリトアニアのミコラス・アレクナが74m35を投げ更新された。
1999年セビリャ世界陸上選手権では、大会記録を更新したアメリカのワシントンには及ばなかったものの、90年代に圧倒的実力を誇ったドイツのリーデルを抑えて銀メダルを獲得した。39歳という高齢であり、世界記録を更新したときから実に13年が経っていた。
2002年にドイツの男子円盤投のトレーナーとなった。

## 自己記録
- 円盤投　74m08　（1986年6月6日:ノイブランデンブルク）

## 主な実績
| 年   | 大会                         | 場所                         | 種目   | 結果 | 記録  |
| ---- | ---------------------------- | ---------------------------- | ------ | ---- | ----- |
| 1983 | 世界陸上競技選手権大会       | ヘルシンキ(フィンランド)     | 円盤投 | 5位  | 64m92 |
| 1987 | 世界陸上競技選手権大会       | ローマ（イタリア）           | 円盤投 | 1位  | 68m74 |
| 1988 | オリンピック                 | ソウル（韓国）               | 円盤投 | 1位  | 68m82 |
| 1990 | ヨーロッパ陸上競技選手権大会 | スプリト（ユーゴスラビア）   | 円盤投 | 1位  | 64m58 |
| 1991 | 世界陸上競技選手権大会       | 東京(日本)                   | 円盤投 | 6位  | 63m12 |
| 1992 | オリンピック                 | バルセロナ（スペイン）       | 円盤投 | 2位  | 64m94 |
| 1993 | 世界陸上競技選手権大会       | シュトゥットガルト（ドイツ） | 円盤投 | 3位  | 66m12 |
| 1994 | ヨーロッパ陸上競技選手権大会 | ヘルシンキ（フィンランド）   | 円盤投 | 3位  | 64m18 |
| 1995 | 世界陸上競技選手権大会       | イェーテボリ(スウェーデン)   | 円盤投 | 5位  | 64m44 |
| 1996 | オリンピック                 | アトランタ（アメリカ合衆国） | 円盤投 | 6位  | 64m62 |
| 1997 | 世界陸上競技選手権大会       | アテネ（ギリシャ）           | 円盤投 | 3位  | 66m14 |
| 1998 | ヨーロッパ陸上競技選手権大会 | ブダペスト（ハンガリー）     | 円盤投 | 2位  | 66m69 |
| 1999 | 世界陸上競技選手権大会       | セビリャ（スペイン）         | 円盤投 | 2位  | 68m18 |
| 2000 | オリンピック                 | シドニー（オーストラリア）   | 円盤投 | 8位  | 64m41 |